# La Putain du roi
Pour plus de détails, voir Fiche technique et Distribution.
La Putain du roi (The King's Whore) est un film franco-britannico-italo-autrichien réalisé par Axel Corti, sorti en 1990, inspirée de la vie de Jeanne Baptiste d'Albert de Luynes.

## Synopsis
Jeanne de Luynes est la dernière fille du duc de Luynes, un noble ruiné. Ses deux sœurs, ne pouvant être dotées, sont allées au couvent. Mais Jeanne est très jolie et épouse le jeune comte de Verrüe, chambellan du roi du Piémont. Elle part avec lui à Turin et est sincèrement amoureuse.
À la cour, elle est présentée au roi. Son indépendance, sa fraîcheur séduisent le monarque qui décide de la conquérir, même si elle attend un bébé. Il éloigne son mari, menace sa famille. Peine perdue : Jeanne est fidèle et se refuse. Le roi en devient fou.
Tout le monde encourage Jeanne à céder au roi, y compris sa belle-famille, la reine et les prêtres, mais elle ne cède toujours pas.
Quand un jour, au retour de son mari, Jeanne comprend que ce dernier est lui aussi, par obéissance et par lâcheté, consentant à ce qu'elle couche avec le roi, désespérée, elle finit par céder et se livre.
Commence une histoire d'amour orageuse. Jeanne décide de faire souffrir le monarque et de se venger de son mari, dont elle exige qu'il travaille à nouveau à la cour et soit témoin de son affaire, et aussi de sa belle-famille, qu'elle fait bannir du royaume.
Le roi veut toujours gagner le cœur de Jeanne sans réussite. Jeanne ne lui donne que son corps.
Mais un jour elle tombe malade. Le roi fait alors preuve d'un admirable dévouement. Il abandonne la guerre qu'il était en train de mener et revient au Piémont où, au mépris de la contagion, il lui consacre tout son temps. Il arrive à la guérir, après un insupportable huis clos.
Jeanne est émue, mais ne veut pas encore reconnaître l'amour qu'elle ressent. Aidée par son frère, elle s'enfuit. Mais loin du roi, elle découvre qu'elle en est amoureuse et rentre au Piémont et le retrouve gravement blessé, incapable de gouverner et obligé de laisser le trône à son fils. Elle finit par lui avouer son amour, mais il est trop tard. Le roi la supplie de partir car il ne peut plus la protéger de son fils qui veut se venger d’elle.

## Fiche technique
- Titre : La Putain du roi
- Réalisation : Axel Corti
- Scénario : Axel Corti, Frederic Raphael et Daniel Vigne, d'après le roman Jeanne de Luynes, comtesse de Verue de Jacques Tournier
- Production : Maurice Bernart, Wieland Schulz-Keil et Paolo Zaccaria
- Musique : Gabriel Yared
- Photographie : Gernot Roll
- Montage : Bryan Oates et Joële Van Effenterre
- Décors : Michèle Abbé-Vannier et Francesco Frigeri
- Costumes : Carlo Diappi
- Pays d'origine :  Royaume-Uni /  Autriche /  France /  Italie
- Format : Couleurs - 1,66:1 - Dolby Surround - 35 mm
- Genre : drame, romance
- Durée : 127 minutes
- Date de sortie : 14 novembre 1990 (France)

## Distribution
- Timothy Dalton (VF : Edgar Givry) : le roi Victor-Amédée
- Valeria Golino : Jeanne de Luynes
- Stéphane Freiss : le comte di Verrua
- Robin Renucci : Charles de Luynes, demi-frère de Jeanne
- Margaret Tyzack : la comtesse douairière
- Eleanor David : la reine Anne-Marie d'Orléans
- Paul Crauchet : le duc de Luynes, père de Jeanne
- Amy Werba : Heloïse
- Franco Valobra : le duc d'Aoste
- Francesca Reggiani : Marie Christine
- Leonardo Ruta : le prince Vittorio
- Elisabeth Kaza : la comtesse Trevie
- Anna Bonaiuto : la comtesse Longhi
- Rosa Di Brigida : Émilie
- Venantino Venantini : Louis d'Aragon
- Fédor Chaliapine fils : Scaglia
- Arnoldo Foà et Gigi Bonos : les prêtres
- Lea Padovani : Mme Cumiana
- Caterina Vertova : Mme Bassani
- Rosa Di Brigida : Emilia
- Matteo Dondi : Luchino
- Marne Maitland : le comte Trevie
- William Berger : le comte Longhi
- Friedrich von Thun : Karl Von Schwarzenberg
- Robert Spafford : William de Nassau
- Ugo Fangareggi : Docteur

## Production

### Tournage
Le tournage s'est déroulé en Italie.

## Distinctions
- Sélection officielle du Festival de Cannes 1990.

## Autour du film
- La Putain du roi est le dernier film cinéma de Marne Maitland, acteur décédé en 1991 et qui interprète ici le comte de Trevie.